# Aleksandrs Martinsons
Aleksandrs Martinsons (30 novembre 1912 – 24 ottobre 2001) è stato un cestista lettone.

## Carriera
Con la Lettonia ha disputato i Campionati europei del 1937.